# Batalla de Vihiers
```
La batalla de Vihiers té lloc el 
18 de juliol
 de 1793 durant la 
Revolta de La Vendée
.
```

## Batalla
Després de la seva victòria del 15 de juliol de 1793 a Martigné-Briand, el general republicà La Barollière instal·là les seves tropes a prop del poble de Vihiers. Es va enviar una avantguarda per atacar el poble de Coron, però es va trobar amb els 600 homes del baró de Keller, integrats completament per soldats professionals suïssos i alemanys que havien desertat de l'exèrcit republicà. Aquests aconsegueixen mantenir els republicans en respecte. A més, als sons del combat, els camperols de la Vendée reforçaven la tropa de Keller. Els republicans dubten en atacar, el general Menou i el general Thévenet, va dir Danican, van resultar ferits en combat. Finalment els republicans fugen i es refugien a Vihiers, la nit que acaba la batalla.
L'endemà, 10.000 soldats vendeans es van reunir a Coron, però no van trobar ningú com cap. Els principals generals de l'exèrcit catòlic i reial van estar a Châtillon per elegir un nou general en cap després de la mort de Jacques Cathelineau el 14 de juliol, a causa de les ferides a la batalla de Nantes. L' abat Bernier va animar llavors el segon general, Forestier i Piron de La Varenne a prendre el comandament.
Al migdia, els vendeans van assaltar Vihiers, els batallons parisencs comandats per Santerre van fugir sense lluitar. El mateix Santerre va fugir on durant un famós episodi, el seu cavall va saltar sobre una paret de cinc metres d'alçada.
Segons l'estat, però, incompleta, de l'14º Batalló de París, dita de la República, antigament de piquers, 6 suboficials i voluntaris del batalló van ser morts el 18 de juliol de 1793 en Vihiers, un sergent estava ferit, quatre homes presoner, dos d'ells van ser ferits, un altre, segon tinent, va ser alliberats el 20 de setembre.
Els republicans van fugir cap a Saumur.